# 希腊-亚美尼亚语族
希腊-亚美尼亚语族是印欧语系一个假设的演化支，将希腊语和亚美尼亚语归为一支。其状态目前和意大利-凯尔特语族假说类似：都看似合理，但还不是学界内的共识。原始希腊-亚美尼亚语大约位于公元前3千纪，与原始印欧语十分相似。

## 历史
希腊-亚美尼亚语族假说源于1924年，霍尔格·佩德森指出亚美尼亚语和希腊语的同源词对应要比亚美尼亚语和其他印欧语更加密合。在1920年代中晚期，安托万·梅耶进一步调查了词法和音系对应关系，并假设希腊语和亚美尼亚语的祖语在原始印欧语时代是地理上十分接近的方言。梅耶的假说在他的《古典亚美尼亚语比较语法大纲》出名后变得流行起来。
G. R. Solta没有到构拟原始希腊-亚美尼亚语那一步，但也总结说，希腊语在词汇与词法上是最接近亚美尼亚语的语言。艾里克·P·汉普支持希腊-亚美尼亚语假说，甚至预测道“我们迟早会说‘原始希腊-亚美尼亚语’。”
James Clackson更保守些，认为希腊-亚美尼亚语族的证据还不够充分，并认为亚美尼亚语属于更大的“希腊-亚美尼亚-伊朗语族” 。Hrach Martirosyan认为，希腊-亚美尼亚语的情况不如印度-伊朗语族和波罗的-斯拉夫语族那样确凿，他引Clackson的话：“彻底的，虽然有些过分的对待”。Martirosyan认为：“原始希腊语和原始亚美尼亚语间的接触可能很强烈，无论如何，这些相似性不足以支持存在一个独立的‘原始希腊-亚美尼亚语’。”在一篇2013年的研究中，Martirosyan做了初步总结：“亚美尼亚语、希腊语（还有弗里吉亚语）和印度-伊朗语在原始印欧语方言时代可能很接近。在这样假定的方言群中，原始亚美尼亚语被夹在东西两侧的原始印度-伊朗语和原始希腊语中间。印度-伊朗人东迁，亚美尼亚人和希腊人在之后很长一段时间里都留在一起，发展处很多相近的创新。”
假说的演化与对印欧语言的分析密切相关，如弗里吉亚语和安那托利亚语族（包括赫梯语），很多语言都缺乏资料，但介于希腊语区和亚美尼亚语区间，应当存在两者的特征。希腊语内部有很完备的资料记载，可构拟出公元前3千纪的原始希腊语；而亚美尼亚语历史则是一团迷雾，最早可确证的文献是5世纪梅斯罗普·马什托茨翻译的《圣经》。亚美尼亚语有很多外来语，展现出与希腊语和印度-伊朗语族的长期语言接触。虽然亚美尼亚语和古希腊语都有清送气音，但来自不同的原始印欧语音素：亚美尼亚语的来自清音，希腊语的来自浊送气音。
在一篇2005年的研究中，一群语言学家和统计学家运用计量比较语言学方法，发现有5个构建方法支持希腊-亚美尼亚语的分类：最大简约法、加权与无加权最大相容法、邻接法和有广泛争议的二进制词法编码技术。
一个相关问题是是否存在所谓“古巴尔干语族”，其中包括希腊语、亚美尼亚语和阿尔巴尼亚语，可能还有些死语言，如古马其顿语和弗里吉亚语。Hans J. Holm的词汇统计法支持古巴尔干语族的存在。
2022年一篇基因学研究的作者们认为，亚美尼亚语人群和希腊语人群有“共同的颜那亚文化遗迹。”

## 批评
许多现代学者都否定希腊-亚美尼亚语假说，认为两者关系没有支持者们想的那么亲密。Clackson断定，亚美尼亚语跟印度-伊朗语族的距同希腊语和弗里吉亚语一样。Ronald I. Kim指出了亚美尼亚语和波罗的-斯拉夫语族共享的词法创新。总之，Clackson和Kim指出，亚美尼亚语和印度-伊朗语、波罗的-斯拉夫语族的关系也很亲密，亚美尼亚语和希腊语在演化中出现的相似点是随机的，与彼此并不相关。

### 引用
1. ↑  Hamp 1976，第91頁.
2. ↑  Pedersen 1924.
3. ↑  Meillet 1925，第1–6頁; Meillet 1927，第129–135頁.
4. ↑  Meillet 1903.
5. ↑  Solta 1960.
6. ↑  Hamp 1976，第91頁.
7. ↑  Clackson 1995，第202頁.
8. ↑  Martirosyan 2013，第86頁.
9. ↑  Martirosyan 2013，第85頁.
10. ↑  Georgiev 1981，第192頁.
11. ↑  Greppin 1996，第804頁.
12. ↑  Gray & Atkinson 2003，第437–438頁; Nakhleh et al. 2005，第171–192頁.
13. ↑  Holm 2008，第628–636頁.
14. ↑  Lazaridis & Alpaslan-Roodenberg 2022.
15. 1 2  Kim, Ronald. . Indogermanische Forschungen (The University of British Columbia Library). 2018  [2019-06-09]. （原始内容存档于2021-03-24）.
16. ↑  James Clackson. . Publications of the Philological Society. 1995.
17. ↑  Vavroušek P. . . Praha: Univerzita Karlova v Praze. 2010: 129. ISBN 978-80-7308-312-0.
18. ↑  J. P. Mallory, Douglas Q. Adams. . London: Fitzroy Dearborn Publishers. 1997: 419. ISBN 9781884964985.
19. ↑  Brixhe C. . . New York: Cambridge University Press. 2008: 72.
20. 1 2  Clackson, James P.T. . . New York: Cambridge University Press. 2008: 124.

### 资料
- Clackson, James. . Oxford: Wiley-Blackwell. 1995  [2023-06-12]. ISBN 9780631191971. （原始内容存档于2023-03-26）.
- Georgiev, Vladimir Ivanov. . Sofia: Bulgarian Academy of Sciences. 1981  [2023-06-12]. ISBN 9789535172611. （原始内容存档于2023-03-26）.
- Gray, Russell D.; Atkinson, Quentin D. . Nature. 2003, 426 (6965): 435–439  [2023-06-12]. Bibcode:2003Natur.426..435G. PMID 14647380. S2CID 42340. doi:10.1038/nature02029. （原始内容存档于2021-06-18）.
- Greppin, John A. C. . Language. 1996, 72 (4): 804–807. JSTOR 416105. doi:10.2307/416105. hdl:10068/441113.
- Hamp, Eric. . Davies, Anna Morpurgo; Meid, Wolfgang  (编). . Innsbruck: University of Innsbruck. 1976: 87–91.
- Holm, Hans J. . Preisach, Christine; Burkhardt, Hans; Schmidt-Thieme, Lars; Decker, Reinhold  (编). . Berlin-Heidelberg: Springer-Verlag. 2008: 628–636. ISBN 9783540782469.
- Holst, Jan Henrik. . Wiesbaden: Harrassowitz Verlag. 2009. ISBN 9783447061179 （German）.
- Lazaridis, Iosif; Alpaslan-Roodenberg, Songül;  et al. . Science. 26 August 2022, 377 (6609): eabm4247  [2023-06-12]. PMID 36007055. S2CID 251843620. doi:10.1126/science.abm4247 . （原始内容存档于2022-08-27）.
- Martirosyan, Hrach. . Journal of Language Relationship. 2013, 10 (1): 85–137  [2023-06-12]. S2CID 212688448. doi:10.31826/jlr-2013-100107 . （原始内容存档于2023-06-06）.
- Meillet, Antoine. . Bulletin de la Société de Linguistique de Paris. 1925, 26: 1–6 （French）.
- Meillet, Antoine. . Bulletin de la Société de Linguistique de Paris. 1927, 27: 129–135 （French）.
- Meillet, Antoine. . Vienna: Imprimerie des PP. Mékhitharistes. 1903 （French）.
- Nakhleh, Luay; Warnow, Tandy; Ringe, Don; Evans, Steven N.  (PDF). Transactions of the Philological Society. 2005, 3 (2): 171–192  [2023-06-12]. doi:10.1111/j.1467-968X.2005.00149.x. （原始内容存档 (PDF)于2020-09-05）.
- Pedersen, Holger. . Ebert, Max  (编).  1. Berlin: Walter de Gruyter. 1924: 219–226 （German）.
- Schmitt, R. . Kratylos. 1972, 17: 1–68 （German）.
- Solta, G. R. . Vienna: Mechitharisten-Buchdruck. 1960 （German）.